# Portland Trail Blazers 1981-1982
La stagione 1981-82 dei Portland Trail Blazers fu la 12ª nella NBA per la franchigia.
I Portland Trail Blazers arrivarono quinti nella Pacific Division della Western Conference con un record di 42-40, non qualificandosi per i play-off.

## Roster
| N° | Naz.                   | Ruolo | Sportivo          | Anno | Alt. | Peso |
| -- | ---------------------- | ----- | ----------------- | ---- | ---- | ---- |
| 3  | Stati Uniti (bandiera) | GA    | Jeff Lamp         | 1959 | 198  | 88   |
| 4  | Stati Uniti (bandiera) | GA    | Jim Paxson        | 1957 | 198  | 91   |
| 10 | Stati Uniti (bandiera) | G     | Darnell Valentine | 1959 | 185  | 83   |
| 12 | Stati Uniti (bandiera) | G     | Billy Ray Bates   | 1956 | 193  | 95   |
| 14 | Stati Uniti (bandiera) | G     | Kelvin Ransey     | 1958 | 185  | 77   |
| 20 | Stati Uniti (bandiera) | C     | Dennis Awtrey     | 1948 | 208  | 107  |
| 21 | Stati Uniti (bandiera) | C     | Carl Bailey       | 1958 | 213  | 95   |
| 30 | Stati Uniti (bandiera) | GA    | Bob Gross         | 1953 | 198  | 91   |
| 31 | Stati Uniti (bandiera) | A     | Pete Verhoeven    | 1959 | 206  | 98   |
| 32 | Stati Uniti (bandiera) | AC    | Mike Harper       | 1957 | 208  | 88   |
| 33 | Stati Uniti (bandiera) | AC    | Calvin Natt       | 1957 | 198  | 100  |
| 40 | Islanda (bandiera)     | C     | Pétur Guðmundsson | 1958 | 218  | 118  |
| 42 | Stati Uniti (bandiera) | A     | Kermit Washington | 1951 | 203  | 104  |
| 43 | Bahamas (bandiera)     | AC    | Mychal Thompson   | 1955 | 208  | 103  |
| 44 | Stati Uniti (bandiera) | AC    | Kevin Kunnert     | 1951 | 213  | 104  |

## Staff tecnico
- Allenatore: Jack Ramsay
- Vice-allenatori: Jim Lynam, Bucky Buckwalter